# Vamos Tamaulipas
Vamos Tamaulipas är en ort i Mexiko.   Den ligger i kommunen Reynosa och delstaten Tamaulipas, i den nordöstra delen av landet, 700 km norr om huvudstaden Mexico City. Vamos Tamaulipas ligger 41 meter över havet och antalet invånare är 1 774.
Terrängen runt Vamos Tamaulipas är platt. Runt Vamos Tamaulipas är det ganska tätbefolkat, med 62 invånare per kvadratkilometer. Närmaste större samhälle är Reynosa, 12,4 km nordväst om Vamos Tamaulipas. Trakten runt Vamos Tamaulipas består till största delen av jordbruksmark.